# イオン鹿児島鴨池店
イオン鹿児島鴨池店（イオンかごしまかもいけてん）はかつて鹿児島県鹿児島市鴨池二丁目にあった大型商業施設（ショッピングセンター）。ダイエー鹿児島ショッパーズ・プラザを前身とする。旧ダイエーの店番号は0492。

## 概要
国道225号線沿線及び鹿児島県道20号鹿児島加世田線沿線に立地していた。鹿児島市平川へ移転した鴨池動物園（1972年2月29日閉園）跡地にダイエーが「動物園跡が日本で一番新しい大ショッピングセンターに変わります」と銘打って1975年（昭和50年）7月に出店した。
ダイエーによって開店した後、ダイエー全額出資の九州ダイエーが運営。九州ダイエーがユニードに吸収されユニードとなり、その後はユニードをダイエーが吸収し再びダイエーの運営に戻った。
ダイエー開業当初は鹿児島ショッパーズプラザが名称だったが、左記の名称は公式には使われずダイエー鹿児島店の名称を表向きは前面に出していた（ただし、鹿児島県への届出上は閉店時までSC名称を鹿児島ショッパーズプラザとしていた）。また、地元では所在地から「鴨池ダイエー」「鴨ダイ」とも呼ばれていた。
2010年（平成22年）4月には改装工事を行った。
2015年（平成27年）9月1日にイオン九州に同店の営業権が承継し、店名を「イオン鹿児島鴨池店」に変更した。イオンモール鹿児島の核店舗である「イオン鹿児島店（旧・ジャスコ鹿児島店）」との店舗名重複を避けるため、店舗ブランドに加えて店舗名も同時に変更となった。
2015年時点では土地・建物は他社が保有していたが、2017年3月にイオン九州が取得し自社物件とした。これは将来的にイオンとして閉店した場合にイズミ（ショッピングセンター「ゆめタウン」などを九州北部・中四国地方などに展開している広島市の企業）などの同業他社による進出がなされることを防止する目的で行われたものである。また、当時のイオン鹿児島鴨池店店長は「店舗寿命を迎える8年後の50年目（2025年頃）に店舗の在り方を見直す」動きがなされることを2017年時点で推測していた。
2018年（平成30年）10月23日から鹿児島市交通局との連携により、南九州の商業施設では初となるパークアンドライドの募集が開始された。これは2006年（平成18年）10月20日にイオン九州と鹿児島市が締結した地域貢献協定書に基づき、2015年（平成27年）9月1日にイオン九州の運営となった当店での実施に至ったものである。
2024年（令和6年）1月24日、施設老朽化のため同年8月31日に閉店し、跡地を再開発する事を発表。予定通り、同年8月31日19時に通算49年の歴史に幕を閉じた。跡地利用についてはイオングループ内での再開発（商業施設をベースとした複合型施設の建設）を示唆しており、鹿児島市が整備を検討しているサッカースタジアム（鹿児島ユナイテッドFC本拠地）の候補地となる可能性は否定されている。

## フロア構成
本館・別館ともに3階建ての二層構造。屋上には駐車場とフットサルコート「鹿児島ユナイテッド・ゾーン」が設置されていた。
本館に設けられていたエスカレーター・階段のある巨大な吹き抜けでは、各種イベント・コンサートなどが開催されていた。
| 階 | 本館                     | 別館         |
| -- | ------------------------ | ------------ |
| RF | 駐車場・フットサルコート | なし         |
| 2F | 衣料品のフロア           | 空きテナント |
| 1F | 食料品と日用雑貨のフロア | 空きテナント |

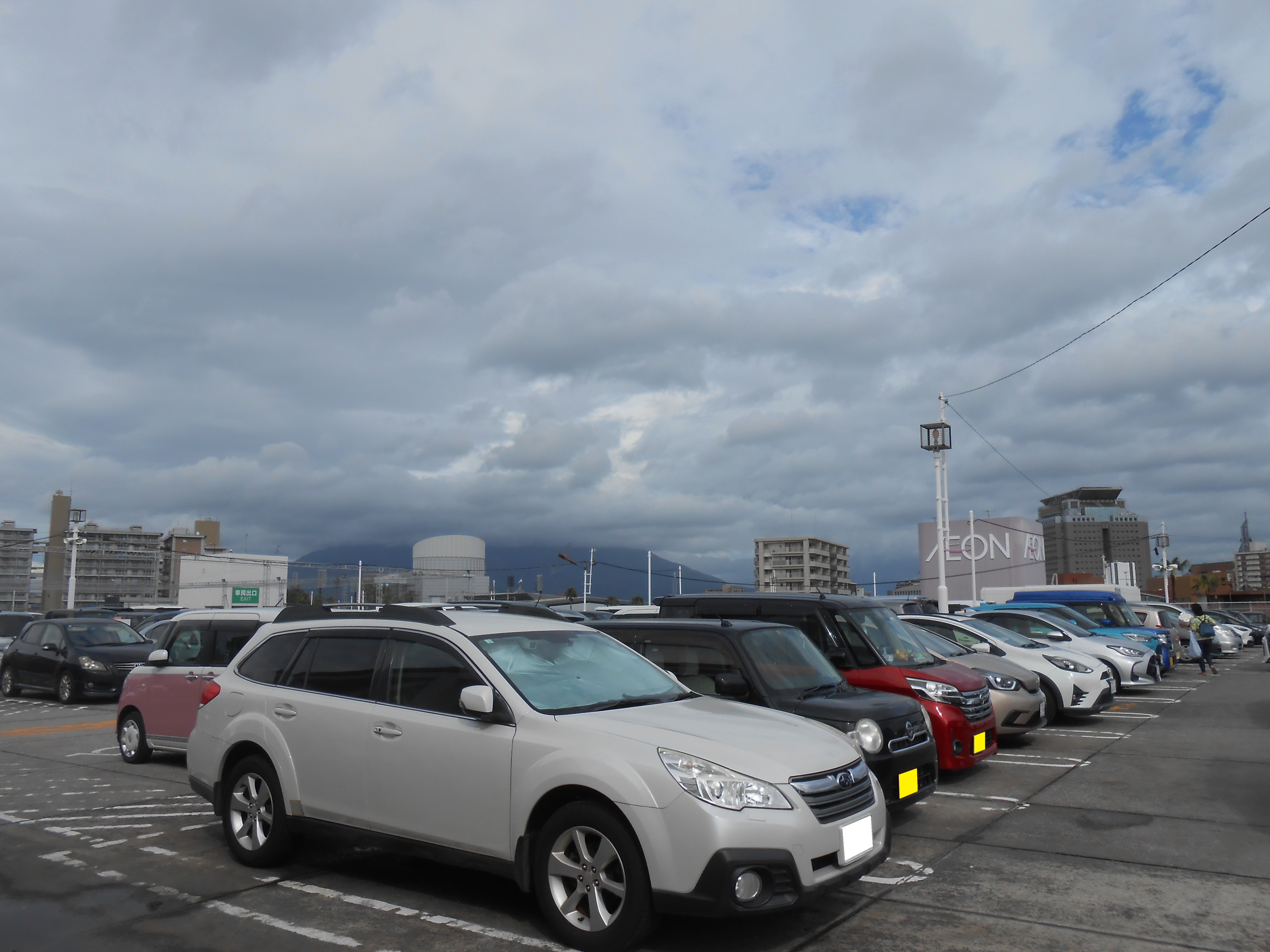
RF階駐車場
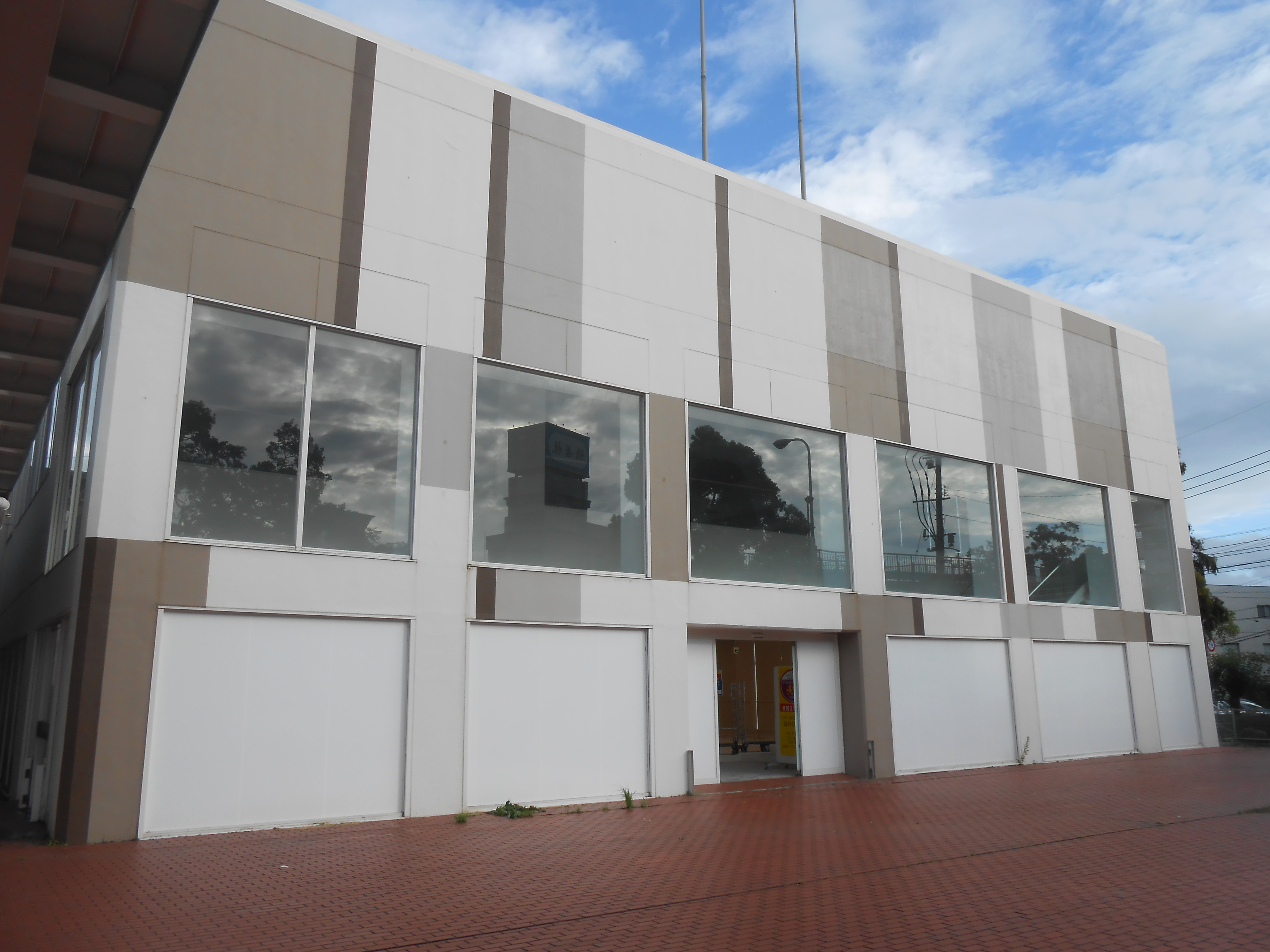
別館
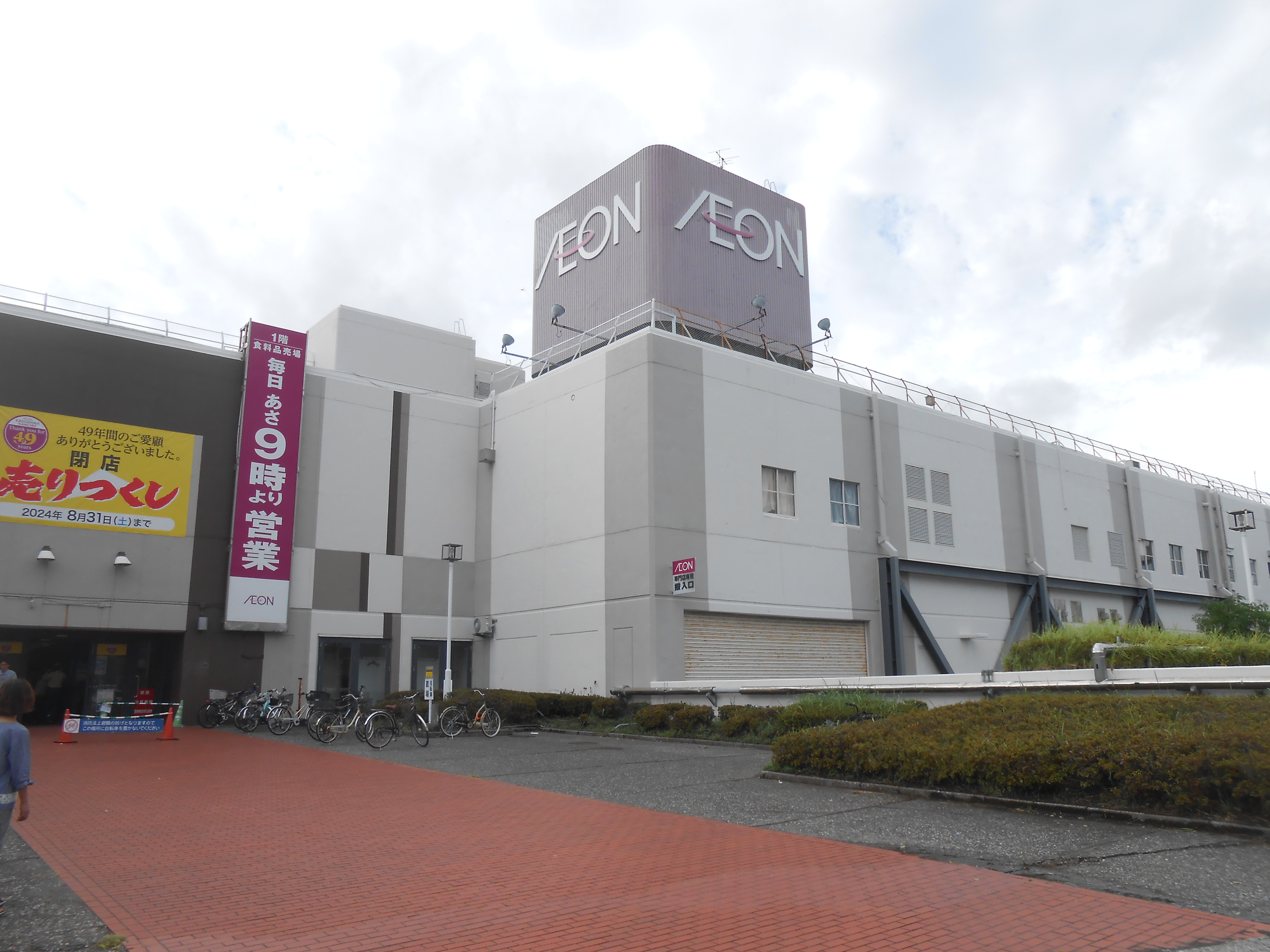
本館
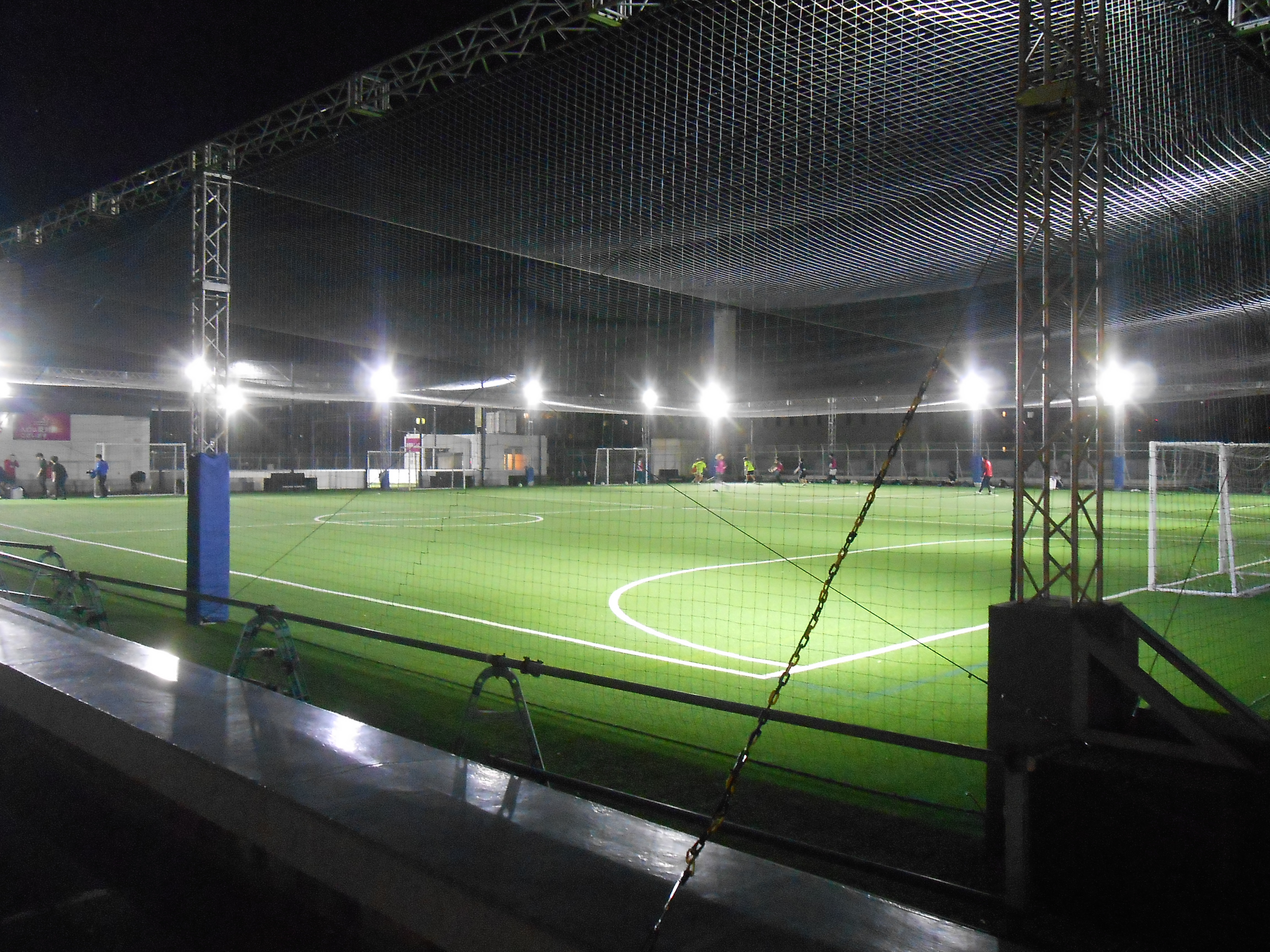
屋上のフットサルコート

## テナント
出店全店舗一覧は公式サイト「ショップリスト」を参照。

## アクセス
- 鹿児島市電1系統 郡元電停からすぐ。

## 銅像
隣接する立体駐車場には、かつて鴨池動物園だったことをイメージさせるように電車通り側入口前にはいくつかの動物の銅像が設置されているほか、北隣の鴨池児童公園には動物園時代の石塀や正門の門柱がそのまま残されている。
郡元電停側入口前にある4体の銅像は、1975年（昭和50年）に前身となるダイエー鹿児島ショッパーズ・プラザが開業した際に鴨池動物園の跡地だったことにちなんで設置された。銅像の作者は彫刻家の河合隆三で、河合は兵庫県や福岡県のダイエー系列の店舗に設置される銅像や石彫を多く制作した。イオン鹿児島鴨池店は2024年8月末に閉店するが、イオングループでは敷地内に残す方向で検討している。

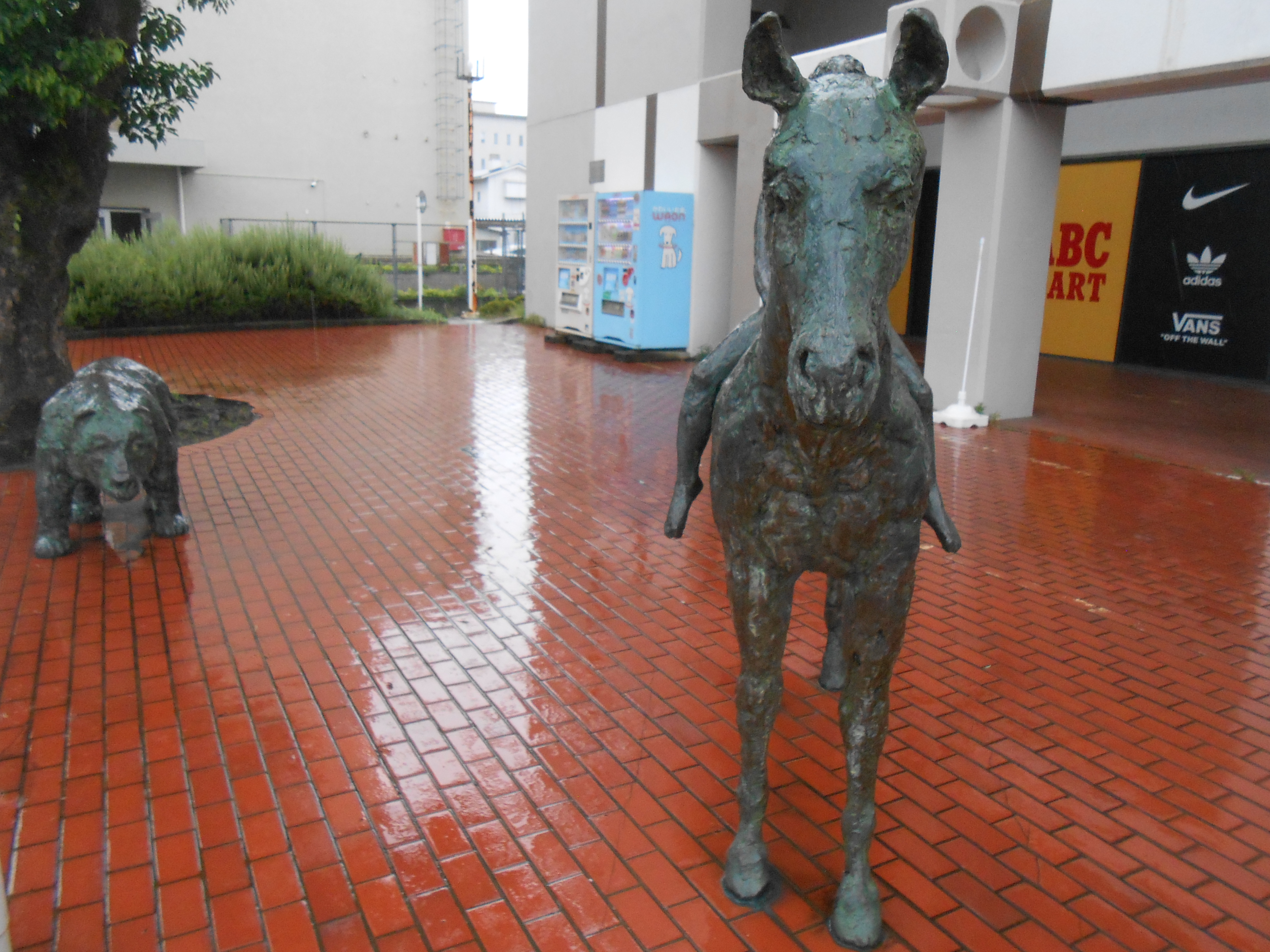
入口の銅像

## 売上
この統計は、日経流通新聞及び日本経済新聞が調査して順位付けしたものである。上述の通り、旧ダイエー鹿児島店は、主力店であった為、売上の上位に長らく君臨していた。
| 年度   | スーパー業界 | ダイエー内 | 小売総合 | 売場面積 | 売上          |
| ------ | ------------ | ---------- | -------- | -------- | ------------- |
| 1982年 | 13位         | 6位        | なし     | 57位     | 186億7400万円 |
| 1983年 | 13位         | 6位        | なし     | 50位     | 129億7100万円 |
| 1984年 | 14位         | 6位        | なし     | 54位     | 133億4200万円 |
| 1985年 | 12位         | 6位        | なし     | 28位     | 139億2100万円 |
| 1986年 | 11位         | 6位        | なし     | 28位     | 144億200万円  |
| 1987年 | 10位         | 5位        | なし     | 31位     | 151億200万円  |
| 1988年 | 10位         | 6位        | なし     | 32位     | 165億2300万円 |
| 1989年 | 10位         | 6位        | なし     | 35位     | 170億800万円  |
| 1990年 | 10位         | 6位        | なし     | 41位     | 181億900万円  |
| 1991年 | 10位         | 6位        | 169位    | なし     | 182億3900万円 |
| 1992年 | 14位         | 6位        | 182位    | なし     | 176億6800万円 |
| 1993年 | 16位         | 7位        | 不明     | なし     | 167億800万円  |